# Калтимановська сільська рада
Калтима́новська сільська рада (рос. Калтымановский сельский совет) — муніципальне утворення у складі Іглінського району Башкортостану, Росія. Адміністративний центр — село Калтиманово.

## Населення
Населення — 2891 особа (2019, 2332 в 2010, 2241 в 2002).

## Склад
До складу поселення входять такі населені пункти:
| Населений пункт          | Населення, осіб (2002) | Населення, осіб (2010) |
| ------------------------ | ---------------------- | ---------------------- |
| Алаторка, село           | 666                    | 718                    |
| Баранцево, присілок      | 87                     | 85                     |
| Вірний, присілок         | 82                     | 91                     |
| Калінінське, присілок    | 12                     | 9                      |
| Калтиманово, село        | 516                    | 530                    |
| Кіровське, присілок      | 67                     | 62                     |
| Нова Березовка, присілок | 122                    | 94                     |
| Пушкінське, присілок     | 249                    | 202                    |
| Тауш, присілок           | 12                     | 23                     |
| Фрунзе, присілок         | 161                    | 163                    |
| Шакша, присілок          | 192                    | 290                    |
| Ясна Поляна, присілок    | 75                     | 65                     |